# Tituly a vyznamenání Vladimira Putina

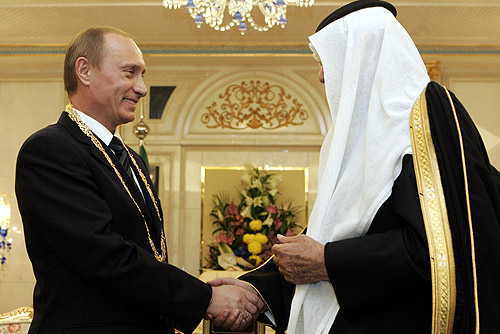
V. Putin s řetězem Řádu krále Abd al-Azíze

Ruský prezident Vladimir Putin, obdržel během svého života řadu sovětských, ruských i zahraničních řádů a medailí. Je také držitelem několika čestných doktorátů. Jako ruský prezident je také hlavou ruských řádů.

## Vyznamenání

### Sovětská vyznamenání
- Řád Odznak cti – 1988[1]
- Medaile Za bezchybnou službu II. třídy

### Ruská vyznamenání
- Řád cti – 12. března 1996 – za služby poskytované státu a za důležitý přínos ke zlepšení celní hranice s pobaltskými státy[2]
- Poděkování prezidenta Ruské federace – 30. března 1998 – za aktivní účast na přípravě projevu prezidenta Ruské federace k Federálnímu shromáždění v roce 1998[3]
- Poděkování prezidenta Ruské federace – 22. února 1999 – za jeho přínos k posílení obranyschopnosti země a v souvislosti se Dnem obránců vlasti[4]
- Poděkování prezidenta Ruské federace – 30. července 1999 – za aktivní účast na provádění plánu politického urovnání konfliktu mezi Jugoslávií a NATO a poskytování humanitární pomoci obyvatelům Jugoslávie[5]
- Osobní meč od velitele černomořské flotily, admirála Vladimira Komojedova a velitele ukrajinského námořnictva Mychajla Ježela – 2000[6]
- Řád za zásluhy Republiky Dagestán – 13. září 2014 – za jeho velký osobní přínos k zajištění ochrany ústavního pořádku a v souvislosti s 15. výročím porážky mezinárodních teroristů, kteří napadli území Dagestánské republiky[7]
- Medaile Účastníků pochodu 12. června 1999 Bosna a Kosovo

### Zahraniční vyznamenání
- Abcházie
  -  Řád cti a slávy I. třídy – 24. srpna 2018 – za jeho velký osobní přínos pro rozvoj abchazské státnosti, posílení mezistátních vztahů mezi Abchazskou republikou a Ruskou federací a za aktivní podporu poskytovanou Abcházii v sociálně-ekonomickém rozvoji[8]
- Angola
  -  Řád Agostinha Neta – 4. dubna 2019 – udělil prezident João Lourenço jako vděk za Putinovu podporu republiky po mnoho let[9][10]
- Bělorusko
  -  Řád přátelství mezi národy – 14. března 2013 – udělil prezident Alexandr Lukašenko za významný osobní přínos k rozvoji integrační spolupráce a posílení přátelských vztahů mezi Běloruskem a Ruskem[1][11][12]
- Čína
  - Řád přátelství – 8. června 2018 – udělil prezident Si Ťin-pching na znamení vysokého respektu čínského lidu k prezidentu Putinovi a jako projev hlubokého přátelství mezi velkými národy Číny a Ruska[13]
- Francie
  -  velkokříž Řádu čestné legie – 22. září 2006 – udělil prezident Jacques Chirac za přínos ruského prezidenta k rozvoji spolupráce[1][14][15][16]
- Guinea
  -  velkokříž Národního řádu za zásluhy – 28. září 2017 – udělil prezident Alpha Condé za pomoc v boji proti ebole a otevření centra pro studium této choroby[1][17][18][19]
- Jižní Osetie
  -  Řád Nartamonga – 28. srpna 2018 – jako uznání výjimečné osobní role při odrazování ozbrojené agrese Gruzie proti Jižní Osetii a při potvrzování suverénní státnosti Jižní Osetie[20][21]
- Kazachstán
  -  Řád zlatého orla – 8. ledna 2004 – udělil prezident Nursultan Nazarbajev za vynikající osobní přínos k posílení tradičních vztahů, přátelství, bratrství a důvěry mezi národy Kazachstánu a Ruska, za podporu rozvoje dobrých sousedských a vzájemně prospěšných politických, ekonomických a kulturních vazeb mezi oběma státy[1][22]
  -  Řád Nazarbajeva – 27. května 2019 – udělil prezident Kasym-Žomart Kemeluly Tokajev na počest 25. výročí myšlenky euroasijské integrace a za jeho zvláštní přínos k prohloubení a rozšíření spolupráce s Kazachstánem[23]
- Kuba
  -  Řád José Martího – 11. července 2014 – udělil prezident Raúl Castro[1][24]
- Kypr
  -  Řád Makaria III. – 24. října 2017 – udělil prezident Nikos Anastasiadis[25]
- Kyrgyzstán
  -  Manasův řád I. třídy – 22. listopadu 2017 – udělil prezident Almazbek Atambajev za vynikající přínos k posílení strategického partnerství a rozvoj spojenectví mezi Kyrgyzstánem a Ruskem[1][26]
- Monako
  -  velkokříž Řádu svatého Karla – 4. října 2013 – udělil kníže Albert II. Monacký[1][27][28]
- Mongolsko
  - Řád drahocenné hůlky s perlami – 13. května 2009 – za zásluhy při posilování přátelství mezi Mongolskem a Ruskem[29][30]
  - Pamětní medaile 75. výročí vítězství u řeky Chalchyn[31]
- Řecko
  - Zlatá medaile Řeckého parlamentu – 6. prosince 2001 – jako projev lásky a úcty řeckého lidu k Rusku[32]
- Sasko
  - Saský řád vděčnosti – 16. ledna 2009 – za vrácení tří obrazů do galerie starých mistrů v Drážďanech, za úsilí v rusko-saské kulturní výměně a za „budoucí přínos“ k rozvoji vztahů mezi Německem a Ruskem[33]
- Saúdská Arábie
  -  řetěz Řádu krále Abd al-Azíze – 11. února 2007 – udělil král Abd Alláh bin Abd al-Azíz[1][34]
- Severní Korea
  -  Řád Kim Ir-sena – 18. června 2024 – udělil Kim Čong-un[35]
- Spojené arabské emiráty
  -  Řád Zajda – 10. září 2007 – udělil šejk Chalífa bin Zájid Ál Nahján[1][36]
- Srbsko
  -  řetěz Řádu Srbské republiky – 25. února 2013 – udělil prezident Tomislav Nikolić za vynikající přínos k rozvoji a posílení mírové spolupráce a přátelských vztahů mezi Srbskem a Ruskem[1][37]
- Tádžikistán
  -  Řád Ismáíla Sámáního I. třídy – 6. října 2007 – udělil prezident Emómalí-ji Rahmón za posílení strategického partnerství a spojenectví mezi Tádžikistánem a Ruskem[1][38]
- Turkmenistán
  - Řád Za přínos k rozvoji spolupráce – 1. října 2017 – udělil prezident Gurbanguly Berdimuhamedow za významný osobní přínos k posílení nezávislosti a suverenity Turkmenistánu, za rozvoj politické, hospodářské, vědecké, technické, kulturní a humanitární spolupráce mezi Turkmenistánem a Ruskem, za posilování státních a veřejných aktivit, mezinárodní prestiže země a také se zohledněním přínosů ke zvyšování efektivity odborné přípravy a vzdělávání mladší generace[39][40][41]
- Ukrajina
  - Osobní střelná zbraň – 27. října 2010[42]
- Uzbekistán
  -  Řád za vynikající zásluhy – 20. února 2008 – udělil prezident Islam Karimov za velké úspěchy v komplexním rozvoji a prohloubení tradičních vztahů přátelství a spolupráce mezi Uzbekistánem a Ruskem a také za významný přínos k zajištění mezinárodní bezpečnosti a stability[1][43]
- Venezuela
  -  řetěz Řádu osvoboditele – 2. dubna 2010 – udělil prezident Hugo Chávez[1][44]
- Vietnam
  -  Řád Ho Či Mina – 1. března 2001 – udělil prezident Tran Duc Luong[1][45]
- Východní Německo
  - bronzová Medaile Za zásluhy Lidové armády NDR – 1989

### Nestátní ocenění
- Řád společenství – Společenství nezávislých států, 25. března 2002 – za aktivní účast na činnosti meziparlamentního shromáždění a jeho orgánů, přínos k posílení přátelství mezi národy členských států Společenství[46]
- Čestný odznak Společenství nezávislých států – Společenství nezávislých států, 7. října 2002 – za vynikající přínos k posílení a rozvoji Společenství nezávislých států, přátelství, dobrého sousedství, vzájemného porozumění a vzájemné výhodné spolupráce mezi členskými státy Společenství nezávislých států[47]
- Medaile za záchranu – Federace židovských obcí Ruska, 2005[48]
- Pamětní medaile Společenství nezávislých států – Společenství nezávislých států, 22. února 2008 – za jeho velký osobní přínos k posílení spolupráce a přátelství mezi státy a národy Společenství nezávislých států, k vzájemnému porozumění a důvěře mezi vůdci členských států SNS[49]

#### Sportovní ocenění
- Mistr sportu SSSR v judu a sambu[50]
- Zasloužilý trenér Ruska v sambu – 5. června 1998[51]
- Olympijský řád – 2001, odebrán 2022[52]
- Řád Mezinárodní plavecké federace – 11. října 2014[53]

#### Náboženská ocenění

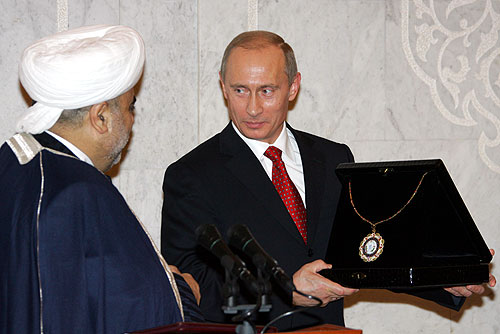
Vladimir Putin přebírá Řád šejka ul-isláma

- Řád svatého velkovévody Vladimíra I. třídy – ruská pravoslavná církev, 8. února 2002[54]
- Řád Svatého cara Borise – bulharská pravoslavná církev, 3. března 2003[55]
- Řád šejka ul-isláma – Úřad pro kavkazské muslimy, 21. února 2006 – jako uznání vysoké úlohy Ruska při navazování vztahů mezi různými náboženstvími, mezi lidmi různých vyznání a jako uznání významné role Ruska v podpoře dialogu o kulturách a posílení stability v zakavkazské oblasti[56][57]
- Řád slávy a cti – ruská pravoslavná církev, 2007 – za neocenitelný přínos k posílení ruské státnosti a k duchovnímu a morálnímu oživení ruské společnosti[58]
- Řád svatého Sergeje Radoněžského I. třídy – ruská pravoslavná církev[59]
- Řád svatého Sávy I. třídy – srbská pravoslavná církev, 2011[60][61]
- Řád svatého velkého mučedníka a léčitele Panteleimona I. třídy – Klášter svatého Panteleimona, 2016[62]

#### Ostatní ocenění
- Národní cena Petra Velikého – 2001[63]
- Cena Za vynikající činnost k posílení jednoty pravoslavných národů – 2002
- Cena Moskevské unie novinářů Za otevřenost tisku – 2002[64]
- Osobnost roku 2004 v nominaci Státní a politické činnosti – 2004 – za posílení ruské státnosti[65]
- Osobnost roku 2007 časopisu Time – 19. prosince 2007[66][67]
- první místo v žebříčku Nejvlivnější lidé světa podle časopisu Vanity Fair – 3. září 2008[68]
- 9. července 2011 se stal vítězem německé politické ceny Quadriga, ale 16. července téhož roku organizační výbor ceny své rozhodnutí zrušil. Důvodem pro zrušení byla kritika řady členů organizačního výboru a médií.[69][70]
- Konfuciova cena za mír – 2011[71]
- cena Světové ruské lidové katedrály – 4. listopadu 2013[72]
- Osobnost roku 2013 podle Ruského biografického institutu – 27. listopadu 2013 – za posílení postavení Ruska na mezinárodní scéně a za jeho mimořádný přínos k vyřešení syrského konfliktu[73][74]

## Akademické tituly

### Ruské čestné akademické tituly
- čestný člen Ruské akademie umění
- doctor honoris causa Ruské vojenské lékařské akademie – 15. ledna 2000[75]
- doctor honoris causa a člen akademické rady Právnické fakulty Petrohradské univerzity – 2000[76]
- čestný profesor Petrohradské humanitní univerzity odborových svazů – 7. října 2008[77]

### Zahraniční čestné akademické tituly

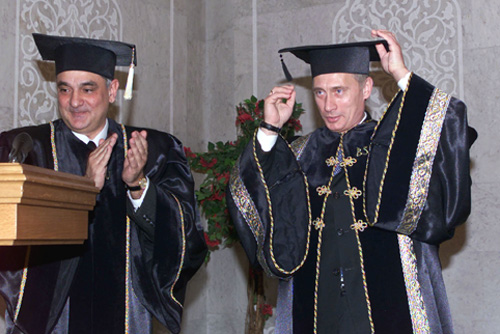
Slavnostní předávání pláště čestného doktora Bakuské slovanské univerzity

- doctor honoris causa práv na Státní univerzitě Magtymguly Pyragy – 19. května 2000[78]
- doctor honoris causa Univerzity Jawaharlal Nehru – 2. října 2000[79]
- doctor honoris causa Bakuské slovanské univerzity – 10. ledna 2001[80]
- doctor honoris causa Jerevanské státní univerzity – 25. května 2001[81][82]
- doctor honoris causa Athénské univerzity – 6. prosince 2001,[83][84] odebrán 2022[85]
- doctor honoris causa Bělehradské univerzity – 15. března 2011[86]
- doctor honoris causa Peloponéské univerzity – 22. února 2018,[87][88] odebrán 2022[89]
- doctor honoris causa Univerzity Čching-chua – 26. dubna 2019

## Čestná občanství
- čestný občan Kazaně – 4. srpna 2005 – za vynikající přínos k hospodářskému, sociálnímu a duchovnímu rozvoji města
- čestný občan Petrohradu – 2006
- čestný občan Sevastopolu